# إمكانية الوصول إلى الكمبيوتر
إمكانية الوصول إلى الكمبيوتر (بالإنجليزية: Computer accessibility) تشير إلى إمكانية وصول جميع الأشخاص إلى نظام الكمبيوتر، بغض النظر عن نوع الإعاقة أو شدة الضعف. يُستخدم مصطلح إمكانية الوصول في أغلب الأحيان للإشارة إلى الأجهزة أو البرامج المتخصصة، أو مزيج من الاثنين، المصممة لتمكين استخدام الكمبيوتر من قبل شخص يعاني من إعاقة أو ضعف.

## ميزات إمكانية الوصول
تهدف ميزات إمكانية الوصول إلى جعل استخدام التكنولوجيا أقل تحديًا للأشخاص ذوي الإعاقة. تتضمن ميزات إمكانية الوصول الشائعة تحويل النص إلى كلام، والترجمة المغلقة، واختصارات لوحة المفاتيح. تُعرف التقنيات الأكثر تحديدًا والتي تحتاج إلى أجهزة إضافية باسم تقنية المساعدة.
هناك العديد من الإعاقات أو الضعفات التي يمكن أن تشكل عائقًا أمام الاستخدام الفعال للكمبيوتر. بعض هذه الإعاقات، والتي يمكن اكتسابها من المرض، أو الصدمة، أو الاضطرابات الخلقية، تشمل ما يلي:
- ضعف الإدراك (إصابة الرأس، التوحد، الإعاقات النمائية) وصعوبات التعلم (مثل عسر القراءة، عسر الحساب، أو اضطراب فرط الحركة ونقص الانتباه).
- ضعف البصر، مثل ضعف البصر، والعمى الكامل أو الجزئي، وعمى الألوان.
- الإعاقات المرتبطة بالسمع (الصمم)، بما في ذلك الصمم، وضعف السمع، وفرط السمع.
- ضعف الحركة أو البراعة مثل الشلل، والشلل الدماغي، وخلل التنسيق الحركي، ومتلازمة النفق الرسغي، وإصابات الإجهاد المتكررة.

a11y، اسم رقمي لتوضيح إمكانية الوصول

الموضوع المرتبط ارتباطًا وثيقًا بإمكانية الوصول إلى الكمبيوتر هو إمكانية الوصول إلى الويب. على غرار إمكانية الوصول إلى الكمبيوتر، فإن إمكانية الوصول إلى الويب هي ممارسة جعل استخدام شبكة الويب العالمية أسهل في الاستخدام بالنسبة للأفراد ذوي الإعاقة.
غالبًا ما يتم اختصار إمكانية الوصول إلى الرقم a11y، حيث يشير الرقم 11 إلى عدد الأحرف المحذوفة. وهذا يوازي اختصارات التدويل والتوطين مثل i18n و l10n، على التوالي. علاوة على ذلك، تم إدراج a11y أيضًا في السجل التكميلي لمكتب براءات الاختراع ‏ والعلامات التجارية الأمريكي تحت اسم شركة إمكانية الوصول الآن.

## خيارات إمكانية الوصول للإعاقات المحددة

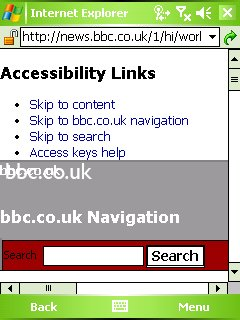
تظهر أخبار بي بي سي في وضع سطح المكتب، مع روابط الوصول في الأعلى. لقطة الشاشة مأخوذة من نظام ويندوز موبايل.

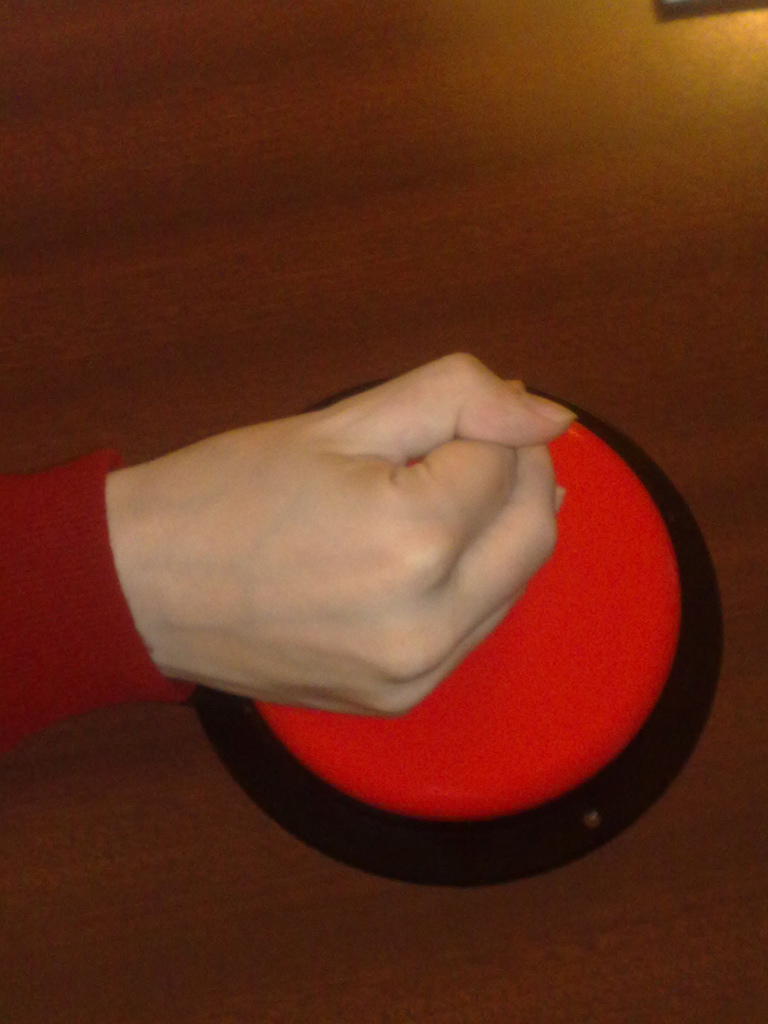
جهاز مساعد بمفتاح واحد يتيح للمستخدم الوصول إلى لوحة المفاتيح على الشاشة

### ضعف الإدراك والأمية
التحدي الأكبر في مجال إمكانية الوصول إلى الحاسوب هو إتاحة الموارد للأشخاص ذوي الإعاقات المعرفية، وخاصةً من يعانون من ضعف مهارات التواصل والقراءة. على سبيل المثال، قد يعتمد الأشخاص ذوو صعوبات التعلم على رموز خاصة، ويحددون منتجات معينة من خلال رموزها أو أيقوناتها. للأسف، قد تُقيد قوانين حقوق النشر نشر الأيقونات أو الرموز على البرامج والمواقع الإلكترونية من قِبل مالكيها الذين لا يرغبون في نشرها للعامة.
في هذه المواقف، هناك نهج بديل للمستخدمين الذين يريدون الوصول إلى محطات الكمبيوتر العامة في المكتبات وأجهزة الصراف الآلي وأكشاك المعلومات، وهو أن يقدم المستخدم رمزًا إلى محطة الكمبيوتر – مثل البطاقة الذكية – يحتوي على معلومات التكوين لضبط سرعة الكمبيوتر وحجم النص وما إلى ذلك وفقًا لاحتياجاتهم الخاصة.
يندرج هذا المفهوم ضمن معيار اللجنة الأوربية للقياس «أنظمة بطاقات الهوية – واجهة الإنسان والآلة». تم دعم تطوير هذا المعيار في أوروبا بواسطة سنابي وتم دمجه بنجاح في مواصفات منظمة معايير البطاقات الذكية للسلطات المحلية (LASSeO).

### ضعف البصر
نظرًا لأن واجهات الكمبيوتر تتطلب غالبًا إدخالًا بصريًا وتوفير ردود فعل بصرية، فإن التحدي الكبير الآخر في إمكانية الوصول إلى الكمبيوتر يتعلق بجعل البرامج قابلة للاستخدام من قبل الأشخاص ذوي الإعاقات البصرية.
بالنسبة للأشخاص الذين يعانون من ضعف البصر الخفيف إلى المتوسط، فإن أشياء مثل الخطوط الكبيرة وشاشات DPI العالية والموضوعات والرموز عالية التباين جنبًا إلى جنب مع ردود الفعل السمعية وبرامج تكبير الشاشة مفيدة للغاية. في حالة ضعف البصر الشديد مثل العمى، فإن برامج قراءة الشاشة التي توفر ردود الفعل عبر تحويل النص إلى كلام أو شاشة برايل قابلة للتحديث ‏ هي وسيلة ضرورية للتفاعل مع الكمبيوتر.
يعاني حوالي 8% من الرجال وحوالي 0.4% من النساء من شكل من أشكال عمى الألوان. تشمل مجموعات الألوان الرئيسية التي قد يخلطها الأشخاص الذين يعانون من ضعف البصر الأحمر/الأخضر والأزرق/الأصفر. ومع ذلك، في واجهة المستخدم المصممة جيدًا، لا يعد اللون هو الوسيلة الأساسية للتمييز بين قطع المعلومات المختلفة.

### ضعف الحركة والبراعة
قد لا يتمكن بعض الأشخاص من استخدام جهاز الإدخال التقليدي، مثل الماوس أو لوحة المفاتيح. لذلك، من المهم أن تكون وظائف البرنامج متاحة باستخدام كلا الجهازين. من الناحية المثالية، سوف يستخدم البرنامج واجهة برمجة تطبيقات إدخال عامة تسمح باستخدام حتى الأجهزة المتخصصة للغاية والتي لم تكن معروفة في وقت التطوير الأولي للبرنامج. تعد اختصارات لوحة المفاتيح وإيماءات الماوس طرقًا لتحقيق هذا الوصول، فضلاً عن الحلول الأكثر تخصصًا، بما في ذلك لوحات مفاتيح البرامج التي تظهر على الشاشة وأجهزة الإدخال البديلة (المفاتيح وعصي التحكم وكرات التتبع). يمكن للمستخدمين تمكين ميزة مفتاح الارتداد ‏، مما يسمح للوحة المفاتيح بتجاهل الضغطات المتكررة على نفس المفتاح. تُعد تقنية التعرف على الكلام أيضًا بديلاً مقنعًا ومناسبًا لإدخال لوحة المفاتيح والماوس التقليديين لأنها تتطلب ببساطة سماعة رأس صوتية متوفرة بشكل شائع.
يمكن أن يؤدي تصميم واجهة المستخدم أيضًا إلى تحسين إمكانية الوصول للمستخدمين ذوي الإعاقات الحركية. على سبيل المثال، يسمح تصميم نقطة الحاجز للوظائف المستخدمة بشكل شائع بأن تتطلب دقة أقل في التحديد.
يعد عالم الفيزياء الفلكية ستيفن هوكينج مثالاً لشخص يعاني من إعاقات حركية وجسدية شديدة، وقد استخدم التكنولوجيا المساعدة لدعم أنشطة الحياة اليومية. لقد استخدم مفتاحًا، مقترنًا ببرنامج خاص، سمح له بالتحكم في جهاز الكمبيوتر المثبت على كرسيه المتحرك باستخدام قدرته الحركية المحدودة والصغيرة. سمح له هذا النظام الشخصي بالبقاء متحركًا، وإجراء الأبحاث، وإنتاج أعماله المكتوبة. كما استخدم البروفيسور هوكينج تكنولوجيا الاتصالات المعززة والبديلة للتحدث وجهاز التحكم البيئي للوصول إلى المعدات بشكل مستقل.
تشير كمية صغيرة من الأبحاث الحديثة إلى أن استخدام جهاز فأرة الكمبيوتر القياسي يعمل على تحسين المهارات الحركية الدقيقة.

### ضعف السمع
على الرغم من أن واجهات المستخدم الصوتية تلعب دورًا ثانويًا في الحوسبة المكتبية الشائعة، إلا أن هذه الواجهات تقتصر عادةً على استخدام المؤثرات الصوتية كملاحظات. يأخذ بعض منتجي البرامج في الاعتبار الأشخاص الذين لا يستطيعون السمع بسبب ضعف السمع، أو متطلبات الصمت، أو عدم وجود برامج لإنتاج الصوت. يبدو أن النظام يشبه إشارات التنبيه التي يمكن استبدالها أو استكمالها بإشعارات مرئية ونصوص توضيحية (على غرار الترجمة المغلقة). تُعد الترجمة المغلقة وسيلة شائعة جدًا لنقل المعلومات لمجتمعات الصم وضعاف السمع. تسمح الرسوم المتحركة الحديثة بالكمبيوتر أيضًا بترجمة المحتوى إلى لغة الإشارة عن طريق تجسيدات لغة الإشارة، مثل SiMAX.

## أنواع إمكانية الوصول إلى البرامج

### واجهات برمجة تطبيقات إمكانية الوصول
توجد واجهات برمجة التطبيقات (APIs) للسماح لمنتجات التكنولوجيا المساعدة مثل قارئات الشاشة ومكبرات الشاشة بالعمل مع البرامج السائدة. تتضمن واجهات برمجة التطبيقات الحالية أو السابقة ما يلي:
- إمكانية الوصول إلى جافا وجسر الوصول إلى جافا  [لغات أخرى]‏ لبرامج جافا[11][12] (يتم توحيده وفقًا لمعيار آيسو/آي إي سي تي آر 13066–6[13])؛
- واجهة مزود خدمة التكنولوجيا المساعدة  [لغات أخرى]‏ (AT–SPI) على يونكس ولينكس (يتم توحيدها وفقًا لمعيار آيسو/آي إي سي بيه دي تي آر 13066–4[14])؛
- إمكانية الوصول النشطة من مايكروسوفت  [لغات أخرى]‏ (MSAA) على مايكروسوفت ويندوز؛
- آي أكسيبل 2  [لغات أخرى]‏ على مايكروسوفت ويندوز، وهو منافس لأتمتة واجهة المستخدم من مايكروسوفت والذي يحل أيضًا محل إمكانية الوصول النشطة من مايكروسوفت بواسطة مجموعة المعايير الحرة  [لغات أخرى]‏ (المعيارية وفقًا لمعيار آيسو/آي إي سي 13066–3:2012[15])؛
- إمكانية الوصول إلى نظام التشغيل ماك أو إس؛
- أتمتة واجهة المستخدم من مايكروسوفت  [لغات أخرى]‏ على مايكروسوفت ويندوز، ليحل محل إمكانية الوصول النشطة من مايكروسوفت

يتم توحيد بعض هذه واجهات برمجة التطبيقات في سلسلة معايير آيسو/آي إي إس 13066.

### ميزات إمكانية الوصول في البرامج السائدة
تُسهّل برامج إمكانية الوصول أيضًا الوصول إلى أجهزة الإدخال على مستوى المستخدم. وتشمل هذه:
- تتيح اختصارات لوحة المفاتيح ومفاتيح الماوس للمستخدم استبدال استخدام لوحة المفاتيح بإجراءات الماوس. يمكن أن تعمل مسجلات الماكرو  [لغات أخرى]‏ على توسيع نطاق وتعقيد اختصارات لوحة المفاتيح بشكل كبير.
- تتيح لك المفاتيح اللاصقة  [لغات أخرى]‏ كتابة الأحرف أو الأوامر دون الحاجة إلى الضغط باستمرار على مفتاح التعديل مفتاح إزاحة، مفتاح تحكم، أو مفتاح تبديل) أثناء الضغط على مفتاح ثانٍ. على نحو مماثل، فإن قفل النقر[18] هي ميزة في نظام التشغيل مايكروسوفت ويندوز تتذكر أن زر الماوس مضغوط لأسفل بحيث يمكن تمييز العناصر أو سحبها دون الضغط باستمرار على زر الماوس أثناء التمرير.
- تخصيص استجابة الماوس أو بدائل الماوس للحركة والنقر المزدوج وما إلى ذلك.
- تبديل المفاتيح  [لغات أخرى]‏[19] هي ميزة موجودة في نظام التشغيل مايكروسوفت ويندوز 95 وما بعده. يتم سماع صوت عالي عند تشغيل مفتاح قفل الحروف الكبيرة أو مفتاح التمرير أو مفتاح قفل الأرقام. يتم سماع صوت منخفض عند إيقاف تشغيل أي من هذه المفاتيح.
- تخصيص مظهر المؤشر، مثل الحجم واللون والشكل.
- النص التنبؤي
- مدققات الإملاء ومدققات القواعد.

### دعم صعوبات التعلم
قد تكون هناك مناهج أخرى ذات صلة خاصة بالمستخدمين ذوي صعوبات التعلم. وتشمل هذه:
- برنامج السبب والنتيجة[20]
- برامج يمكن الوصول إليها عبر مفتاح (يمكن التنقل فيها باستخدام مفتاح)
- برنامج مهارات التنسيق بين اليد والعين
- برنامج التقييم التشخيصي
- برنامج رسم الخرائط الذهنية
- برنامج مهارات الدراسة
- البرمجيات القائمة على الرموز[21]
- تحويل النص إلى كلام
- برنامج الكتابة باللمس

## إطار عمل إمكانية الوصول المفتوح
يوفر إطار عمل إمكانية الوصول المفتوح (OAF) مخططًا للخطوات التي يجب أن تكون موجودة حتى يتم اعتبار أي منصة حوسبة قابلة للوصول. تعتبر هذه الخطوات مماثلة لتلك اللازمة لجعل البيئة المادية أو المبنية قابلة للوصول. يقسم إمكانية الوصول المفتوح الخطوات المطلوبة إلى فئتين: الإنشاء والاستخدام.
تصف خطوات «الإنشاء» العناصر الأساسية والأساسية اللازمة لمطوري التكنولوجيا لإنشاء تطبيقات ومنتجات سهلة الاستخدام. وهي كما يلي:
1. قم بتحديد ما يعنيه «إمكانية الوصول» للاستخدام المحدد للمنصة. يجب أن يكون واضحًا ما المقصود بـ«يمكن الوصول إليه» لأن هذا يختلف وفقًا للوسيلة وقدرات كل منصة. قد تتضمن ميزات إمكانية الوصول التنقل باستخدام علامات التبويب  [لغات أخرى]‏، وتصميم السمات، وواجهة برمجة التطبيقات الخاصة بإمكانية الوصول.
2. توفير عناصر واجهة مستخدم مخزنة يمكن الوصول إليها. يجب تنفيذ عناصر واجهة المستخدم «المخزنة» المعدة مسبقًا، والتي يستخدمها مطورو التطبيقات وأدوات التأليف، للاستفادة من ميزات إمكانية الوصول الخاصة بالمنصة.
3. توفير أدوات التأليف التي تدعم إمكانية الوصول. ينبغي تشجيع مطوري التطبيقات ومؤلفي المحتوى على تنفيذ الأدوات التي من شأنها تحسين ميزات إمكانية الوصول إلى المنصة. يمكن أن يدعم استخدام هذه الأدوات عناصر واجهة المستخدم المتاحة، والمطالبة بالمعلومات المطلوبة لتنفيذ واجهة برمجة التطبيقات الخاصة بإمكانية الوصول بشكل صحيح، وتحديد أدوات تقييم إمكانية الوصول وإصلاحها.

تصف خطوات «الاستخدام» ما يلزم لبيئة الحوسبة التي ستعمل فيها هذه التطبيقات المتاحة. وهي كما يلي:
1. توفير دعم المنصة. يجب على منصات الحوسبة تنفيذ ميزات إمكانية الوصول المحددة في تعريف إمكانية الوصول الخاص بها بشكل صحيح. على سبيل المثال، يجب تنفيذ تعريفات واجهة برمجة التطبيقات الخاصة بإمكانية الوصول بشكل صحيح في كود البرنامج.
2. توفير برامج تطبيقية يمكن الوصول إليها. يجب أن تكون التطبيقات التي يمكن الوصول إليها متاحة للمنصة ويجب أن تدعم ميزات إمكانية الوصول الخاصة بالمنصة. من الممكن تحقيق ذلك ببساطة من خلال استخدام عناصر المخزون المتاحة وأدوات التأليف التي تدعم إمكانية الوصول.
3. توفير التقنيات المساعدة. يجب أن تكون التقنيات المساعدة (مثل قارئات الشاشة، ومكبرات الشاشة، وإدخال الصوت، ولوحات المفاتيح المعدلة) متاحة بالفعل للمنصة حتى يتمكن المستخدمون من التفاعل بشكل فعال مع التكنولوجيا.

تُظهر الأمثلة التالية أنه يمكن تطبيق إمكانية الوصول المفتوح على أنواع مختلفة من المنصات: أنظمة تشغيل سطح المكتب، وتطبيقات الويب ومنصة الهاتف المحمول. يمكن العثور على قائمة أكثر اكتمالاً في مستودع إمكانية الوصول مفتوح المصدر بواسطة مجموعة إمكانية الوصول المفتوح في كل مكان (OAEG).
1. تتضمن واجهات برمجة التطبيقات الخاصة بإمكانية الوصول واجهة موفر خدمة التكنولوجيا المساعدة  [لغات أخرى]‏ وأتمتة واجهة المستخدم على سطح المكتب، وواي–أريا في تطبيقات الويب، وواجهة برمجة تطبيقات إمكانية الوصول الخاصة بجهاز بلاكبيري[24] على نظام التشغيل بلاكبيري.
2. تتضمن واجهات برمجة التطبيقات الأخرى الوصول إلى لوحة المفاتيح وتصميم الموضوعات في مكتبات الأدوات مثل جافا سوينغ لتطبيقات سطح المكتب، وجي كويري يو آي وضخ السوائل[25] لتطبيقات الويب، ومجموعة أدوات واجهة المستخدم خفيفة الوزن  [لغات أخرى]‏ (LWUIT) لتطبيقات الهاتف المحمول.
3. يمكن أن يكون دعم التطوير الذي يمكن الوصول إليه فعالاً من خلال استخدام جليد (لمجموعة أدوات جي تي كيه+)،[26] ومكون دياس لبيئة التطوير المتكاملة نت بينز،[27] وبيئة التطوير المتكاملة إكس كود لتطبيقات آي أو إس.[28] كما أن أدوات فحص إمكانية الوصول مثل أكيرسيزر (لواجهة مزود خدمة التكنولوجيا المساعدة)[29] والدعم للتأليف الذي يمكن الوصول إليه باستخدام البرنامج الإضافي أكسس أو دي إف لليبر أوفيس وأباتشي أوبن أوفيس[30] تندرج أيضًا ضمن هذه الخطوة.
4. الدعم لأتمتة واجهة المستخدم على مايكروسوفت ويندوز،[2][31] الدعم لإيه تي كيه وواجهة مزود خدمة التكنولوجيا المساعدة في لينكس جنوم،[32] الدعم لواي–أريا في فايرفوكس،[33][34] ووقت تشغيل ميدب لوويت للجوال[35] (أو وقت تشغيل ميدب إل سي دي يو آي للجوال) المتوفر على الهواتف المحمولة التي تعمل بنظام جافا هي أمثلة على واجهات برمجة التطبيقات.
5. تم تصميم مشغل ديزي أميس على سطح مكتب مايكروسوفت ويندوز[36] وبرنامج مدير الاتصال إيه إيغيس للهواتف التي تعمل بنظام جافا مي[37] لتوفير إمكانية الوصول.
6. إن صدفة جنوم عدسة مكبرة وأوركا على سطح مكتب جنوم، وإيه تي كيه  [لغات أخرى]‏ (مجموعة أدوات إمكانية الوصول) في جنوم، وقارئ الشاشة المستند إلى الويب ويب في أي مكان  [لغات أخرى]‏،[38] ونظام إدخال النص البديل داشر لنظامي لينكس وآي أو إس وأندرويد[39][40] هي أمثلة على التقنيات المساعدة.

الهدف من الأدوات المدرجة هو تضمين إمكانية الوصول في مختلف التقنيات السائدة.

## الآثار الإيجابية لإمكانية الوصول إلى الكمبيوتر

### التأثيرات في المدرسة
تلعب إمكانية الوصول إلى الكمبيوتر دورًا كبيرًا في الفصل الدراسي. يمكن للتكنولوجيا المتاحة أن تتيح التعلم الشخصي لجميع الطلاب.

#### التأثيرات في الفصل الدراسي
عندما تتيح التكنولوجيا المتاحة للجميع التعلم الشخصي، تُحدث آثارًا إيجابية على الطلاب. يُحوّل التعلم الشخصي التركيز من ما يُدرّس إلى ما يُتعلّم. وهذا يُمكّن الطلاب من أن يصبحوا جزءًا لا يتجزأ من عملية التعلم. تُتيح إمكانية الوصول في الفصول الدراسية لملايين الطلاب من جميع الخلفيات الحصول على فرص تعليمية متساوية ومواكبة أقرانهم من غير ذوي الإعاقة.
عندما يتم تخصيص أجهزة الكمبيوتر للطلاب في الفصل الدراسي، يشعر الطلاب براحة أكبر في الفصل الدراسي، ويتم مساعدة الطلاب ذوي الاحتياجات الخاصة بشكل أفضل ويمكن للمعلمين توفير الوقت والجهد.
بينما تُقدم أجهزة الكمبيوتر الشخصية دعمًا كبيرًا في الفصول الدراسية، تُقدم أجهزة آي باد والتطبيقات دورًا هامًا أيضًا. تُطور التطبيقات باستمرار لمساعدة المعلمين وأولياء الأمور والأطفال. وقد لاحظ المعلمون أن سهولة حمل الأجهزة اللوحية وسهولة استخدامها تجعلها خيارًا مفضلًا يتيح استخدامها في بيئات متنوعة. وتشمل مزاياها التفاعلية، والوصول إلى الإنترنت، والرسائل النصية. كما لاحظ المعلمون تحسنًا في المهارات الحركية، ومهارات القراءة، والتفاعل مع الآخرين لدى الطلاب.

#### التأثيرات خارج الفصل الدراسي
يمكن للآباء والمعلمين ملاحظة الآثار طويلة المدى لإتاحة الوصول على الطلاب ذوي الإعاقة. ويشمل ذلك تحسين المهارات الاجتماعية، وتوطيد العلاقات مع العائلة والأصدقاء، وزيادة فهمهم للعالم من حولهم، وإظهار ثقتهم بأنفسهم واعتمادهم على أنفسهم. ولا تقتصر هذه التغييرات على الأطفال فحسب، بل تشمل البالغين أيضًا. ويمكن لوسائل التواصل الاجتماعي أن تساعد الآباء على التعلم، ومشاركة المعرفة، والحصول على الدعم المعنوي.

### التأثيرات في مكان العمل
تلعب سهولة الوصول إلى أجهزة الكمبيوتر دورًا هامًا في مكان العمل. في السنوات القليلة الماضية، تم توفير سبل الراحة للبالغين ذوي الإعاقة من خلال إمكانية العمل من المنزل وتوافر برامج موثوقة. يتيح هذا للعمال العمل في بيئة مريحة مع الحفاظ على قدرتهم على إعالة أنفسهم. وهذا يتيح لآلاف الأشخاص ذوي الإعاقة خلق فرص عمل لأنفسهم وكسب عيشهم. وقد سهّل انخفاض تكلفة أجهزة الكمبيوتر وموثوقيتها هذه العملية.

## تقييمات الاحتياجات الخاصة
قد يحتاج الأشخاص الذين يرغبون في التغلب على الإعاقة من أجل استخدام الكمبيوتر بشكل مريح إلى «تقييم الاحتياجات الخاصة» من قبل مستشار تكنولوجيا المساعدة (مثل المعالج المهني، أو فني هندسة إعادة التأهيل، أو فني التعليم) لمساعدتهم على تحديد وتكوين تقنيات المساعدة المناسبة لتلبية الاحتياجات الفردية. حتى أولئك الذين لا يستطيعون مغادرة منازلهم أو الذين يعيشون بعيدًا عن مقدمي التقييم قد يتم تقييمهم (ومساعدتهم) عن بعد باستخدام برنامج سطح المكتب البعيد وكاميرا الويب. على سبيل المثال، يقوم المُقيِّم بتسجيل الدخول إلى جهاز الكمبيوتر الخاص بالعميل عبر اتصال إنترنت واسع النطاق، ويلاحظ مهارات المستخدم في استخدام الكمبيوتر، ثم يقوم عن بُعد بإجراء تعديلات إمكانية الوصول إلى جهاز الكمبيوتر الخاص بالعميل عند الضرورة.

## المعايير واللوائح المتعلقة بإمكانية الوصول إلى أجهزة الكمبيوتر

### المادة 508 من قانون إعادة التأهيل لعام 1973
يتطلب المادة 508 تعديل قانون إعادة التأهيل لعام 1973 من الوكالات الفيدرالية الأمريكية جعل التكنولوجيا الإلكترونية والمعلوماتية الخاصة بها متاحة لجميع الموظفين ذوي الإعاقة وأفراد الجمهور. تعمل مجلس الوصول الأمريكي على تطوير وصيانة معايير إمكانية الوصول إلى تكنولوجيا المعلومات والاتصالات (ICT). أصدر مجلس الوصول قاعدة نهائية دخلت حيز التنفيذ في 18 يناير 2018، لتحديث متطلبات إمكانية الوصول بموجب القسم 508. تتطلب هذه القاعدة النهائية أن يتوافق كل المحتوى الإلكتروني الذي تنتجه الوكالات الفيدرالية الأمريكية مع معايير النجاح من المستوى A والمستوى AA في إرشادات إتاحة محتوى الويب 2.0، مع أربعة استثناءات للمستندات غير المتعلقة بالويب: 2.4.1 تجاوز الكتل، 2.4.5 طرق متعددة، 3.2.3 التنقل المتسق، و3.2.4 التعريف المتسق.

### المعايير الدولية
آيسو 9241–171:2008
آيسو 9241–171:2008 هو معيار يوفر إرشادات ومواصفات بيئة العمل لتصميم البرامج التي يمكن الوصول إليها للاستخدام العام.
أُعدّت هذه الوثيقة من قِبل خبراء معايير مستقلين، وهي المعيار الأكثر شمولاً وتقنيةً لتصميم ميزات برمجية سهلة الوصول، حيث تُغطي جميع الإعاقات وجميع جوانب البرمجيات. تُقدّم الوثيقة أمثلةً على مستويين من الأولوية (المطلوب والمُوصى به)، وتُقدّم قائمة مرجعية سهلة الاستخدام مُصمّمة للمساعدة في تسجيل نتائج اختبار البرمجيات.
نظرًا لتعقيده وطبيعته التقنية، ووجود أكثر من 150 بيانًا فرديًا، يصعب تفسير وتطبيق معيار آيسو 9241–172. لحسن الحظ، ليست كل بيان مناسبة لكل حالة، لذا يُنصح بتحديد مجموعة فرعية من البيانات المُصممة خصيصًا لبيئة البرنامج المُحددة، مما يُسهّل استخدام هذه الوثيقة.

## وصلات خارجية
- The annual ERCIM Workshop on 'User Interfaces for All' emphasizing accessibility
- Better Living Through Technology – contains guides on accessibility options and information about specialist assistive hardware and software
- HP Accessibility
- AbilityNet – provides information on accessibility، assistive technology، and remote assessment
- C4EA Consortium For E–learning Accessibility
- W3C Web Accessibility Initiative (WAI)
- Accessibility in the Opera web browser
- Mozilla Accessibility Project
- Open Office Accessibility Project
- EU Project Guide: Multimodal user interfaces for elderly people with mild impairments